# 福天

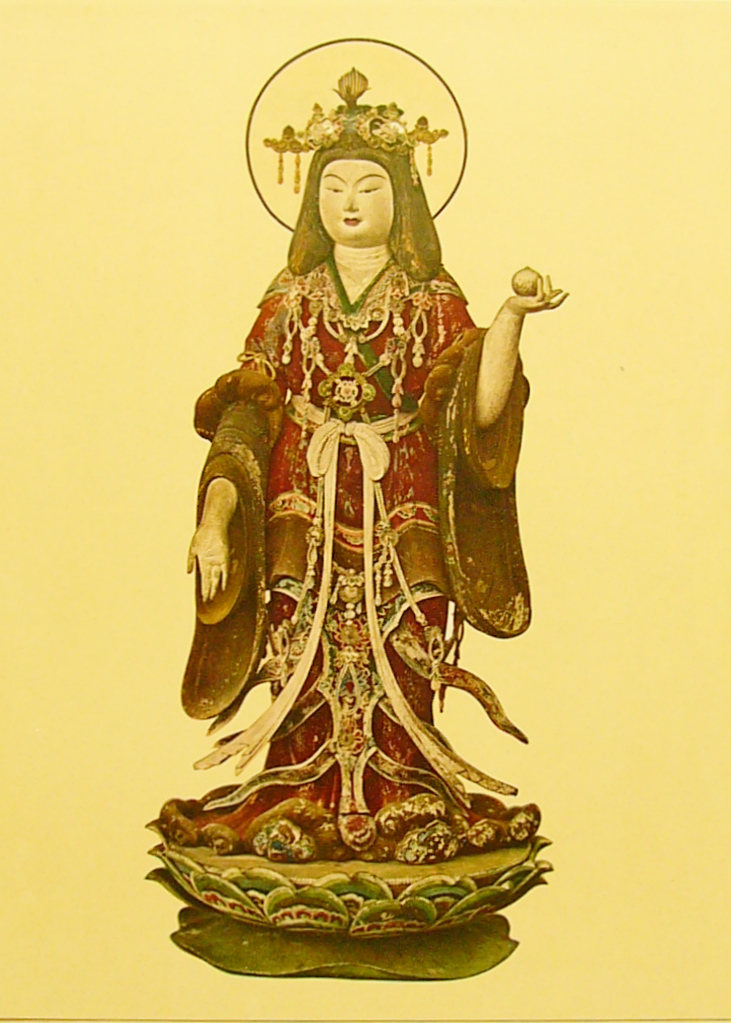
吉祥天像（浄瑠璃寺）

福天（ふくでん）は、日本の民間信仰で、福をもたらす神である。「福の神（ふくのかみ）」「福神（ふくじん）」。神道では神で福神・福の神、仏教では天部で福天だと説明されることもあるが、常に区別があるわけではない。
昔話の『貧乏神と福の神（あるいは、福の神と貧乏神）』は、ストーリーはさまざまだが、福の神と貧乏神が2柱1組の神として現れる。福の神は姉で吉祥天、貧乏神は妹で黒闇天だともされる（この2天は仏教でも姉と妹である）。貧乏神を篤くもてなすと福の神に変ずるというバリエーションもあり、井原西鶴の『日本永代蔵』にはそれを題材にした話がある。
七福神、あるいはその1柱を意味することもある。
狂言の『福の神』では、福天が神社に現れて二年参りの参拝者と酒宴を催す。